# 1144
Năm 1144  trong lịch Julius.

## Mất
- Tô Hiến Bình cha Tô Hiến Thành, con của Tô Hiến Toàn